# فورالسک
فورالسک (انگلیسی: Fevralsk) یک شهرک در بخش سلمدژینسکی استان آمور کشور روسیه است.